# Arnold Kuulman
Arnold Kuulman (* 1. Februarjul. / 13. Februar 1895greg. in Tallinn; † 26. Juli 1926 ebenda) war ein estnischer Fußballnationalspieler.

## Sportliche Karriere
Kuulman begann seine fußballerische Karriere bereits 1911 beim Tallinna ESS Kalev, einem der ersten estnischen Fußballvereine überhaupt.
Er spielte anschließend als defensiver Mittelfeldspieler beim Tallinna VS Sport (Tallinna Võimlemisselts Sport). 1914 nahm er in der Tallinner Mannschaft an der 2. russischen Olympiade teil. 1915 war er gemeinsam mit anderen Spielern von Tallinna VS Sport einer der Mitbegründer der Tallinner Sportvereinigung Olümpia. Mit seinem Verein Tallinna VS Sport wurde Kuulman 1921 und 1922 estnischer Fußballmeister.
1920 wurde Kuulman erstmals in der estnischen Fußballnationalmannschaft eingesetzt. Das Spiel gegen die Finnen ging mit 0:6 Toren verloren. Es folgten drei weitere Länderspiele.
Sein einziges Länderspieltor gelang ihn im vierten Länderspiel gegen Finnland. Es war das erste Länderspieltor der estnischen Fußballnationalmannschaft überhaupt. Das Spiel ging mit 2:10 Toren verloren.

## Länderspiele
- 17. Oktober 1920 in Helsinki gegen Finnland (0:6)
- 22. Juli 1921 in Tallinn gegen Schweden (0:0)
- 28. August 1921 in Tallinn gegen Finnland (0:3)
- 11. August 1922 in Helsinki gegen Finnland (2:10, 1. Länderspieltor)

## Privatleben
Kuulman war von Beruf Elektriker bei dem Tallinner Unternehmen Põhja Puupapi- ja Paberivabrik. 1926 verstarb er mit 31 Jahren bei einem Arbeitsunfall.